# Heterostrophus
Heterostrophus is een geslacht van uitgestorven straalvinnige beenvissen, die behoren tot de familie Dapediidae. Het leefde van het Callovien van het Midden-Jura tot het vroege Tithonien van het Laat-Jura.